# Båstad (đô thị)
Đô thị Båstad (Båstads kommun) là một đô thị ở hạt Skåne, phía nam Thụy Điển. Thủ phủ là thị xã Båstad.
Đô thị hiện nay được lập năm 1971 khi thị xã (köping) Båstad được hợp nhất với các đô thị xung quanh. Một giáo khu đã được chuyển sang từ hạt Halland.

## Các địa phương
Có 6 khu vực đô thị ở đô thị Båstad.
Trong bảng dưới đây, dân số theo số liệu tại thời điểm ngày 31/12/2005.
| # | Địa phương   | Dân số |
| - | ------------ | ------ |
| 1 | Båstad       | 4.793  |
| 2 | Förslöv      | 1.998  |
| 3 | Torekov      | 883    |
| 4 | Grevie       | 769    |
| 5 | Östra Karup  | 563    |
| 6 | Västra Karup | 556    |

## Địa lũy Haalandia
Trải dài qua đô thị, đánh dấu ranh giới với tỉnh Halland là địa lũy Hallandia, hay Hallandsåsen. Đây là một trong những điểm cao nhất của vùng Scania vốn bằng phẳng, với chiều cao 226 mét.
Địa lũy này được công chúng biết đến vào năm 1997, khi việc xây dựng Đường hầm Hallandsås xuyên qua địa lũy khiến cá trong suối chết và bò gặm cỏ bị tê liệt do chất độc acrylamide mà công ty đào đất sử dụng để chống lại mực nước ngầm cao trong địa lũy.